# Nikolsk (rejon tunkiński)
Nikolsk (ros. Никольск) – wieś w Rosji, w Buriacji, w rejonie tunkińskim. W 2010 liczyła 125 mieszkańców.